# Lulonga (řeka)
Lulonga je řeka v Demokratické republice Kongo. Je to levý přítok řeky Kongo). Od místa soutoku zdrojnic je 180 km dlouhá (včetně Lopori přibližně 1000 km). Povodí má rozlohu 77 000 km².

## Průběh toku
Vzniká soutokem Lopori a Maringy. Protéká v široké dolině.

## Vodní režim
Vodní hladina je vyšší od října do prosince. Její kolísání v průběhu roku je minimální.

## Využití
Vodní doprava je možná do vzdálenosti 180 km od ústí k městu Basankusu a dále na Lopori do vzdálenosti 454 km k městu Simbo a na Marinze do vzdálenosti 408 km k městu Befori.